# Carlo Achatzi
Carlo (Karl Theodor) Achatzi (Vienna, 19 aprile 1894 – Vienna, 20 dicembre 1968) è stato un allenatore di calcio e calciatore austriaco, di ruolo difensore.

## Carriera
Esordisce in patria, con la maglia del Wiener Sportklub, giocandovi come difensore e arrivando a disputare due gare nella nazionale austriaca.
Con il Parma disputa 22 gare nel campionato di Prima Divisione 1925-1926.